# Port lotniczy Karasabai
Port lotniczy Karasabai (IATA: KRG, ICAO: SYKS) – port lotniczy zlokalizowany w miejscowości Karasabai, w Gujanie.